# Louisiane Saint Fleurant
Louisiane Saint Fleurant (11 tháng 9 năm 1924 - 1 tháng 6 năm 2005) là một nữ họa sĩ và thợ tô sơn người Haiti. Bà là người sáng lập phong trào nghệ thuật nông dân Saint Soleil.
Các bức tranh của Saint Fleurant thường mô tả cảnh chủ yếu là phụ nữ, trẻ em, cây cối, động vật hoang dã và Vodou Haiti Loas. Phong cách hội họa dân gian của bà thường đầy màu sắc, rực rỡ và thể hiện một góc nhìn khác biệt của phụ nữ về phong trào Saint Soleil và nghệ thuật Vodou Haiti.

## Tiểu sử
Louisiane Saint Fleurant sinh ngày 11 tháng 9 năm 1924 tại Petit-Trou-de-Nippes, Haiti. Bà không được đào tạo chính thức về nghệ thuật và chỉ bắt đầu vẽ tranh vào cuối những năm 40.
Vào những năm 50, Louisiane Saint Fleurant nhận công việc nấu ăn cho Tập đoàn Saint Soleil khi bà đến Soissons La Montagne. Tại đây, bà được người chủ của mình, Maude Robbart phát hiện đang vẽ những bức tranh nhỏ trong phòng. Cùng với Prospere Pierre-Louis, Dieuseul Paul, Denis Smith và Levoy Exil, bà đã thành lập phong trào nghệ thuật nổi tiếng Cinq Soleil (Five Suns). Nhóm Five Suns được hình thành từ phong trào Saint Soleil, trong đó Saint Fleurant là nữ nghệ sĩ lâu đời nhất và duy nhất. Năm 1974, bà gia nhập Poisson Soleil, do Tiga và Maude Guerdes Robart khởi xướng, trong một triển lãm khai mạc tại Bảo tàng Nghệ thuật Haiti. Saint Fleurant ban đầu được giới thiệu với cộng đồng nghệ thuật Saint Soleil với tư cách là một đầu bếp thuần nông và sau khi nhận được một số hướng dẫn từ Jean-Claude Garoute, bà bắt đầu luyện tập hội họa và điêu khắc.
Năm 1965, bà chuyển đến Petion-Ville, nơi bà có một cửa hàng nhỏ của riêng mình bán tác phẩm của bà và của hai đứa con trai, Ramphis và sau đó là Stivenson Magloire. Aliciane Magloire (thợ gốm) và Magda Magloire (họa sĩ) là hai trong số các cô con gái của bà (bà có một đứa con thứ năm nhưng không rõ thông tin). Saint Fleurant đã vẽ và điêu khắc trong 30 năm cho đến năm 80 tuổi khi thị giác kém ngăn cản khả năng tiếp tục hội họa vào năm 2002 của bà. Saint Fleurant qua đời tại nhà riêng vào ngày 1 tháng 6 năm 2005.
Một thảm kịch thứ hai ập đến gia đình bà khi nghĩa trang nơi bà bị chôn vùi đã bị san phẳng sau trận động đất ở Haiti năm 2010 để cho phép xây dựng một trạm xe buýt.
Tác phẩm của bà đã được triển lãm ở Châu Á, Châu Âu và Hoa Kỳ và gần đây là một phần của các nỗ lực gây quỹ, cứu trợ và nhận thức sau trận động đất ở Haiti năm 2010. Tháng 3 năm 2007, Viện Haiti của Pháp đã trao cho bà một cống phẩm truy tặng. Những bức tranh dân gian của Saint Fleurant được các nhà sưu tập đánh giá cao vì những biểu hiện độc đáo về tình mẫu tử và quan điểm của phụ nữ về nghệ thuật dân gian Haiti và Vodou. Đặc trưng của các bức tranh của bà là những bức tranh phẳng với sự thiếu đi phối cảnh tuyến tính điển hình trong không gian đông đúc. Phụ nữ, trẻ em, nhà cửa, chim và động vật là chủ đề ưa thích của bà. Bà cũng đã bán các tác phẩm điêu khắc gốm của mình cho thấy sự hài hước của bà, ví dụ như tác phẩm đặt đầu chim lên cơ thể người.